# Östergötlands försvarsområde
Östergötlands försvarsområde (Fo 41) var ett försvarsområde inom svenska armén som verkade i olika former åren 1942–1997. Försvarsområdesstaben var förlagd i Linköpings garnison i Linköping.

## Historia
Östergötlands försvarsområde bildades den 1 oktober 1942 som Linköpings försvarsområde och var direkt underställd militärbefälhavaren för IV. militärområdet. Staben vid försvarsområdet var ursprungligen gemensam med staben för Norrköpings försvarsområde (Fo 42). Dock så upplöstes Norrköpings försvarsområde som egen myndighet den 30 juni 1953. Från den 1 juli 1953 omfattade därmed Linköpings försvarsområde i stort sett Östergötlands län, som då övertog och integrerade Norrköpings försvarsområde i Linköpings försvarsområde.
I samband med OLLI-reformen, vilken genomfördes inom försvaret åren 1973–1975, sammanslogs Livgrenadjärregementet med Linköpings försvarsområde (Fo 11). Från den 1 juli 1975 bildades försvarsområdesregementet I 4/Fo 41. Detta medförde att inom Östergötlands försvarsområde blev Livgrenadjärregementet ett A-förband (försvarsområdesregemente) samt att Svea trängregemente och Svea artilleriregemente blev B-förband (utbildningsförband). Livgrenadjärregementet fick det samlade mobiliserings- och materialansvaret inom försvarsområdet, medan B-förbanden svarade endast som utbildningsförband.
Inför försvarsbeslutet 1996 föreslogs en ny försvarsområdesindelningen, vilket innebar att tre försvarsområdesstaber inom Mellersta militärområdet (Milo M) skulle avvecklas senast den 31 december 1997. De tre staber som föreslogs för avveckling återfanns i Gävle, Linköping och Västerås. Gällande staben i Linköping föreslogs den tillsammans med staben i Strängnäs att bilda ett gemensamt försvarsområde. För försvarsområdesstaben vid Livgrenadjärregementet  (I 4/Fo 41) innebar förslaget att den skulle avvecklas senast den 31 december 1997. Östergötlands försvarsområde (Fo 41) kom i sin tur att integreras den 1 januari 1998 i Södermanlands försvarsområde (Fo 43), vilket antog namnet Södermanlands och Östergötlands försvarsområde (Fo 43) och lydde under Södermanlands regemente i Strängnäs garnison. Som stöd till bland annat hemvärnet inom det som tidigare utgjorde Östergötlands försvarsområde bildades Livgrenadjärgruppen.

## Förläggningar och övningsplatser
När försvarsområdet bildades förlades staben till Baltic Hotel på Hantverkargatan 1 i Linköping. År 1943 flyttades staben till det före detta Folkskoleseminarium för flickor på Drottninggatan 14. Den 1 juni 1945 förlades staben till Nya Rådstugugatan 3 i Norrköping. Den 15 februari 1946 flyttades staben till Ståthöga Spårgatan 17, där den senare var förlagd fram till 1960. Då den från den 1 januari 1960 flyttades tillbaka till Linköping, där den förlades till Skyttegatan 2, till de tidigare underofficersbostäderna. Från den 1 februari 1985 förlades staben till Smedstadsvägen (numer Regementsgatan) och samlokaliserades med övrig verksamhet inom garnisonen.

## Förbandschefer
Förbandschefen titulerades försvarsområdesbefälhavare och fick i samband med OLLI-reformen tjänstegraden överste 1. graden. Åren 1942–1953 var förbandschefen även försvarsområdesbefälhavare över Norrköpings försvarsområde. Från 1975 var förbandschefen tillika regementschef för Livgrenadjärregementet.

- 1942–1949: Överste Gustaf Martin Wadner
- 1949–1953: Överste Carl-Oscar Agell
- 1954–1957: Överste Lars Petrus Lande
- 1957–1961: Överste Folke Haquinius
- 1961–1963: Överste Stig af Klercker
- 1963–1967: Överste Pieter Fürst
- 1967–1979: Överste 1. graden Lennart Bredberg
- 1979–1982: Överste 1. graden Sven Torfgård
- 1982–1987: Överste 1. graden Per-Arne Ringh
- 1987–1991: Överste 1. graden Lars-Eric Widman
- 1991–1995: Överste 1. graden Torbjörn Tillman
- 1995–1997: Överste 1. graden Gunnar Ridderstad

## Namn, beteckning och förläggningsort
| Linköpings försvarsområde    | 1942-10-01 | – | 1975-06-30 |
| Östergötlands försvarsområde | 1975-07-01 | – | 1997-12-31 |

| Fo 41 | 1942-10-01 | – | 1997-12-31 |

| Linköpings garnison (F)  | 1942-10-01 | – | 1945-05-30 |
| Norrköpings garnison (F) | 1945-06-01 | – | 1959-12-31 |
| Linköpings garnison (F)  | 1960-01-01 | – | 1997-12-31 |

## Galleri

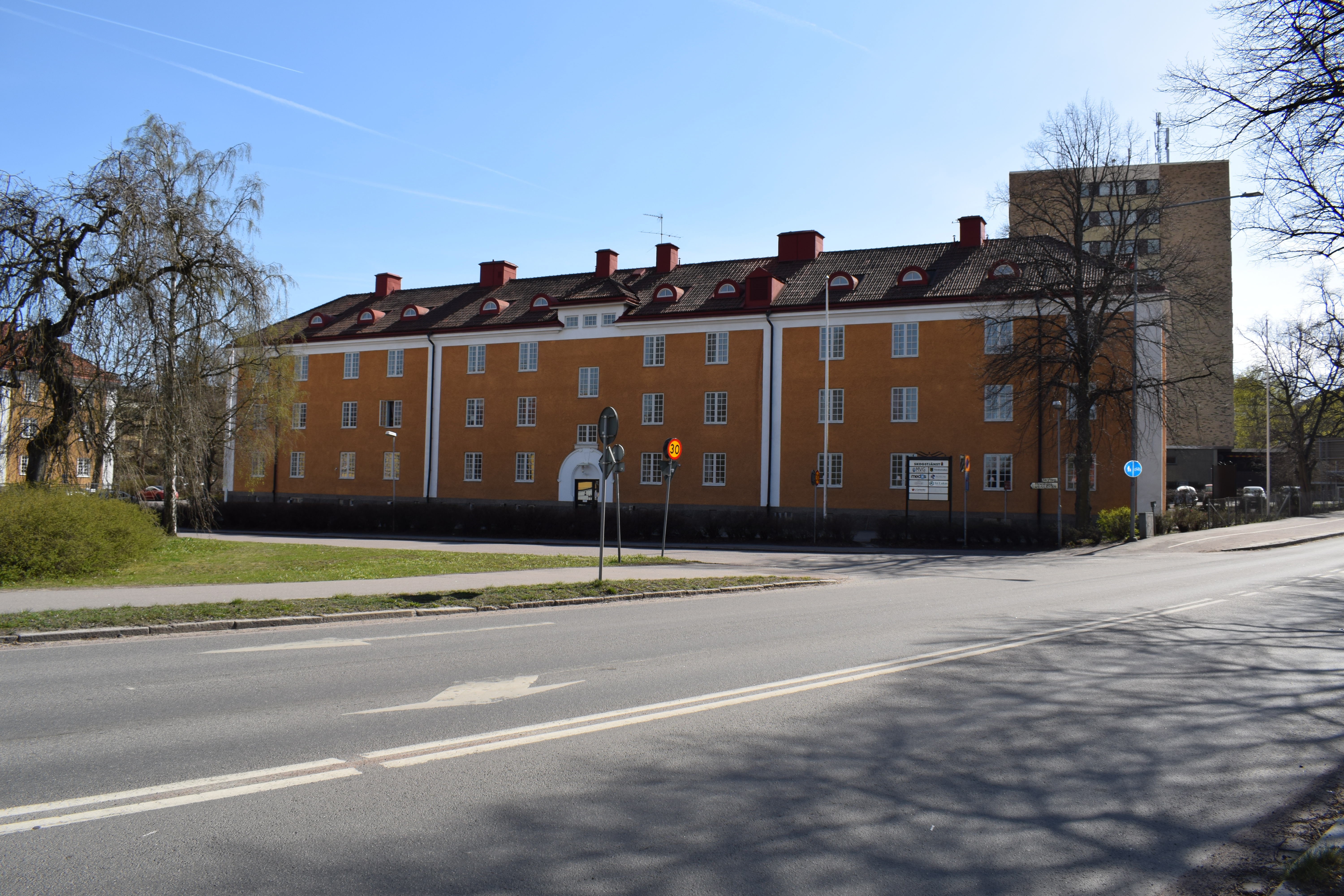
Före detta underofficersbostäder på Smedstadsvägen 2
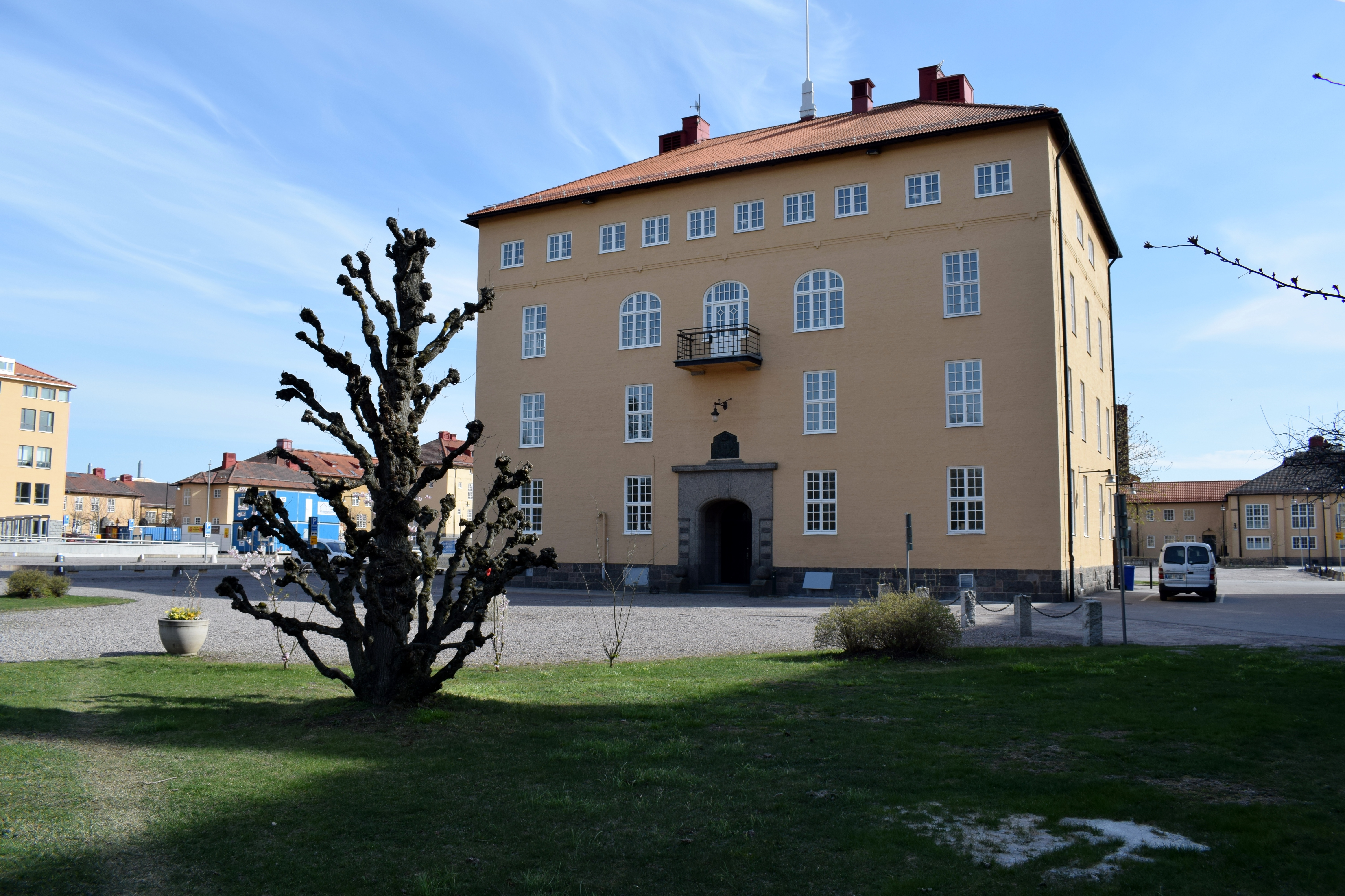
Kanslihuset vid Smedstadsvägen (numer Regementsgatan)